# Vincenzo Giacomelli
Vincenzo Giacomelli (Grizzo, 3 aprile 1812 – Venezia, 1890) è stato un pittore italiano e combatté durante la difesa di Venezia del 1848 in qualità di tenente della Guardia nazionale veneta.

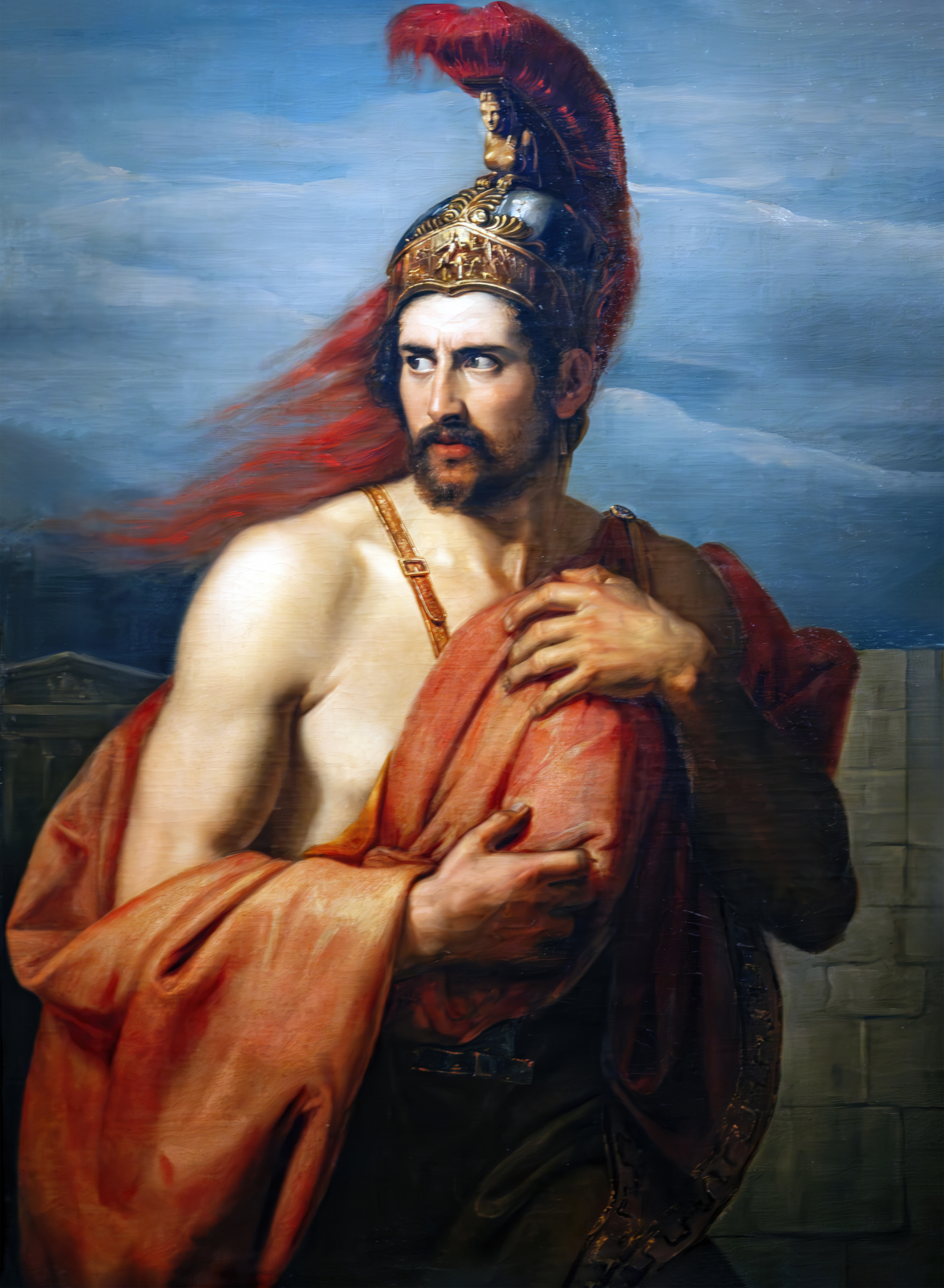
Diomede fugge nascondendo il palladio, 1839, Gallerie dell'Accademia, Venezia

Dipinse opere legate ai temi del Risorgimento (Daniele Manin all'Arsenale) e dipinti di gusto romantico, frutto di numerose frequentazioni parigine. Fece inoltre diverse stampe di fotografie su tela, con composizioni tipiche del Pittorialismo.